# Talsperre Sordo
Die Talsperre Sordo (portugiesisch Barragem de Sordo) liegt in der Region Nord Portugals im Distrikt Vila Real. Sie staut den Sordo, einen rechten (westlichen) Nebenfluss des Corgo zu einem kleinen Stausee auf. Die Stadt Vila Real liegt ungefähr vier Kilometer nordöstlich der Talsperre. Die Autobahn A4 verläuft nördlich des Stausees.
Mit dem Projekt zur Errichtung der Talsperre wurde im Jahre 1991 begonnen. Der Bau wurde 1997 fertiggestellt. Die Talsperre dient neben der Trinkwasserversorgung auch der Stromerzeugung. Sie ist im Besitz von Serviços Municipalizados de Vila Real.

## Absperrbauwerk
Das Absperrbauwerk ist eine Gewichtsstaumauer aus Beton mit einer Höhe von 36 m über der Gründungssohle (33 m über dem Flussbett). Die Mauerkrone liegt auf einer Höhe von 527 m über dem Meeresspiegel. Die Länge der Mauerkrone beträgt 108 m und ihre Breite 6 m. Das Volumen des Bauwerks beträgt 35.000 m³.
Die Staumauer verfügt sowohl über einen Grundablass als auch über eine Hochwasserentlastung. Über die Hochwasserentlastung können maximal 200 m³/s abgeleitet werden. Das Bemessungshochwasser liegt bei 365 m³/s; die Wahrscheinlichkeit für das Auftreten dieses Ereignisses wurde mit einmal in 1.000 Jahren bestimmt.

## Stausee
Beim normalen Stauziel von 522,5 m (maximal 525,5 m bei Hochwasser) erstreckt sich der Stausee über eine Fläche von rund 0,084 km² und fasst 1 Mio. m³ Wasser, wovon 0,85 Mio. m³ genutzt werden können. Das minimale Stauziel liegt bei 507 m.

## Kraftwerk
Es sind zwei Pelton-Turbinen mit einer maximalen Leistung von zusammen 10 MW installiert. Die durchschnittliche Jahreserzeugung liegt bei 25 Mio. kWh.